# دهستان کشور
کشور، دهستانی است از توابع بخش پاپی شهرستان خرم‌آباد در استان لرستان ایران.

## جمعیت
براساس سرشماری سال ۱۳۸۵ جمعیت آن ۱٬۸۷۳ نفر (۴۱۸ خانوار) بوده‌است.